# 王僑 (成化進士)
王僑（1439年—？），字德高，直隸蘇州府崑山縣軍籍，太倉州人，明朝政治人物。

## 生平
應天鄉試第四十五名舉人，成化十一年（1475年）中式乙未科會試第一百六十一名，三甲第一百五十二名進士。授武寧縣知縣，官至南京工部郎中。

## 家族
曾祖王質；祖父王琳；父王輅。弟王倬。子王悌；孫王世芳；曾孫王一誠。